# Mikalaj Auchimowitsch
Mikalaj Jafremawitsch Auchimowitsch (russisch Никола́й Ефре́мович Авхимо́вич Nikolai Jefremowitsch Awchimowitsch, belarussisch Мікалай Яфрэмавіч Аўхімовіч; * 1. Januarjul. / 14. Januar 1907greg. in Borissow, Gouvernement Minsk, Russisches Kaiserreich, heute: Belarus; † 12. September 1996 in Minsk, Belarus) war ein sowjetischer Funktionär und Politiker der Kommunistischen Partei der Sowjetunion (KPdSU), der unter anderem von 1956 bis 1959 Vorsitzender des Ministerrates der Weißrussischen Sozialistischen Sowjetrepublik war.

## Leben

### Komsomol- und Parteifunktionär sowie ZK-Mitglied
Mikalaj Jafremawitsch Auchimowitsch wurde 1926 Mitglied der Kommunistischen Partei der Sowjetunion (KPdSU) und wurde im Oktober 1926 Leiter der Abteilung Dorfarbeit des Komitees des Gesamtsowjetischen Leninschen Kommunistischen Jugendverbandes Komsomol des Rajon Lepel mit Sitz in Lepel, einer Stadt im Oblast Wizebsk, ehe er bis Oktober 1928 Exekutivsekretär des Komitees des Komsomol des Rajon Lepel war. Er fungierte daraufhin zwischen Oktober 1928 und April 1929 als Sekretär des Exekutivkomitees des Rates des Rajon Lepel sowie von April 1929 bis März 1930 als Kommissar und Vorsitzender des Gewerkschaftsbüros des Rajon Lepel, ehe er zwischen März und September 1930 Leiter der Organisationsabteilung des Rates der Konsumgesellschaften des Rajon Lepel war. Danach absolvierte er von September 1930 bis April 1933 ein Studium an der Höheren Kommunistischen Landwirtschaftsschule „Wladimir Iljitsch Lenin“ in Minsk. Er war danach zwischen April 1933 und März 1935 stellvertretender Direktor der Maschinen-Traktoren-Station (MTS) für Politische Arbeit im Rajon Puchawitschy sowie von März 1935 bis Mai 1937 stellvertretender Direktor der MTS im Rajon Kopyl, zwei Rajone der Oblast Minsk in der Weißrussischen Sozialistischen Sowjetrepublik.
Nachdem Auchimowitsch zwischen Mai 1937 und Januar 1938 Zweiter Sekretär des Parteikomitees des Rajon Kopyl war, übernahm er von Januar 1938 bis September 1939 den Posten als Erster Sekretär des Parteikomitees dieses Rajon. Danach wurde er im September 1939 Erster Sekretär des Parteikomitees des von der Roten Armee besetzten Augustów in Polen und behielt diese Funktion bis Dezember 1940. Am 20. Mai 1940 wurde er des Weiteren Mitglied des Zentralkomitees (ZK) der Kommunistischen Partei Weißrusslands und gehörte diesem Gremium mehr als 35 Jahre lang bis zum 4. Februar 1976 an. Durch ein Dekret des III. Plenums des ZK der Kommunistischen Partei Weißrusslands wurde er am 22. Dezember 1940 Sekretär des Zentralkomitees der KP Weißrusslands für Personal und behielt dieses Amt bis zu einem Dekret des XIV. Plenums des Zentralkomitees der Weißrussischen KP am 6. Juni 1947. Zugleich wurde er durch eine Resolution des VI. Plenums am 18. Februar 1945 auch Kandidat des Präsidiums des ZK der KP Weißrusslands und behielt auch diese Funktion bis zum 6. Juni 1947. Im Anschluss besuchte er zwischen Juni 1947 und 1948 Umschulungskurse an der Parteihochschule der KPdSU und war im Anschluss 1948 kurzzeitig Inspektor der Personalabteilung des Zentralkomitees der KPdSU.
Im Februar 1948 kehrte Mikalaj Auchimowitsch in die Weißrussische SSR als Erster Sekretär des Parteikomitees der Oblast Gomel zurück und verblieb auf diesem Posten bis zu seiner Ablösung durch Sachar Michailowitsch Goloduschko im November 1951. Danach wurde im November 1951 Nachfolger von Sergei Ossipowitsch Prititski als Erster Sekretär des Parteikomitees der Oblast Grodno und hatte diese Funktion bis August 1953 inne, woraufhin Fjodor Alexejewitsch Baranow seine Nachfolge antrat. Durch ein Dekret des IV. erweiterten Plenums des ZK übernahm er am 27. Juni 1953 von Michail Wassiljewitsch Simjanin die Funktion als Zweiter Sekretär des ZK der Kommunistischen Partei Weißrusslands und hatte diese bis zur Resolution des V. Plenums des Zentralkomitees der KP am 28. Juli 1956 inne. Sein Nachfolger wurde daraufhin Tichon Jakowlewitsch Kisseljow. Er war des Weiteren vom 27. Juni 1953 bis zum Beschluss des XIV. Plenums des Zentralkomitees der KP am 9. April 1959 Mitglied des Präsidiums des ZK der KP Weißrusslands. Auf dem XX. Parteitag der KPdSU (14. bis 25. Februar 1956) wurde er ferner Mitglied des Zentralkomitees der KPdSU und gehörte diesem Gremium bis zum XXII. Parteitag der KPdSU (17. bis 31. Oktober 1961) an.

### Ministerpräsident der Weißrussischen SSR und Auszeichnungen
Am 28. Juli 1956 wurde Mikalaj Auchimowitsch als Nachfolger von Kirill Trofimowitsch Masurow Vorsitzender des Ministerrates der Weißrussischen Sozialistischen Sowjetrepublik und bekleidete dieses Amt bis zu seiner Ablösung durch Tichon Jakowlewitsch Kisseljow am 8. April 1959. Im Anschluss wurde er „degradiert“ und war zwischen April 1959 und Mai 1961 erst Minister für Getreideprodukte sowie daraufhin von Mai 1961 bis Dezember 1973 Minister für soziale Sicherheit im Ministerrat der Weißrussischen SSR. Nachdem er im Dezember 1973 in den Ruhestand getreten war, arbeitete er zwischen 1975 und 1983 noch als Forscher am Institut für Parteigeschichte des Zentralkomitees der Kommunistischen Partei Weißrusslands.
Für seine Verdienste in der Sowjetunion wurde Mikalaj Auchimowitsch mehrmals ausgezeichnet und erhielt unter anderem drei Mal den Leninorden, den Rotbannerorden, zwei Mal den Orden des Vaterländischen Krieges Erster Klasse, zwei Mal den Orden des Roten Banners der Arbeit sowie das Ehrenzeichen der Sowjetunion.